# Ouette (rod)
Ouette je rod pauka iz porodice Ochyroceratidae. Prvi put ju je 1998. opisao Michael Saaristo. Prema stanju iz 2021., sadrži 2 vrste:
- Ouette gyrus Tong & Li, 2007 – Kina
- Ouette ouette Saaristo, 1998 – Sejšeli